# Töredékek egy fővezér életéből
A Töredékek egy fővezér életéből egy Pörös Géza magyar filmrendező által megalkotott portréfilm. A film témája a lengyel hadsereg egykori főparancsnokának, Edward Rydz-Śmigły lengyel marsallnak az életútja, középpontban a magyarországi bujkálása (1940–41).

## A film elkészítése
A marsallról szóló dokumentumfilmet 2011-ben készítették el. Rendezője Pörös Géza filmrendező, ő szerkesztette is. Az operatőr Bucsek Tibor volt, a gyártását pedig Kovács Gyula felügyelte. Elkészítésében segített még Wiesław Wysocki lengyel professzor, történész. 
2011. február 27-én lehetett először látni a Duna Televízió műsorán (a marsall halálának 70. évfordulóján).

## Leírása
A film Edward Rydz-Śmigły lengyel katona, marsall, politikus életét mutatja be. A filmhez felhasználták a marsall visszaemlékezését, írásos forrásokat, archív anyagokat és szakértők közreműködését. Edward Rydz-Śmigły először mint művész tevékenykedett, végül mégis a katonai pályát választotta. 1915-ben még harmincéves sem volt, mikor a Józef Piłsudski vezette lengyel légiók törzskarában szolgált és az egyik vezetője volt a légiónak. A lengyel–szovjet háború idején sikeresen harcolt a szovjetek ellen. Pilsudski marsall legközelibb munkatársa, híve és barátja. Több fontos posztot is betölt. Amikor a marsall 1935-ben, utódjává Śmigłyt választják meg. Az új fővezér mindent megtesz, hogy modernizálja a hadsereget. Azonban 1939-ben kitör a második világháború, a német és a szovjet csapatok legyőzik a lengyel hadsereget. A marsall átszökik Romániába, onnan hazánkba. Itt tartózkodik több hónapig, lakhelyeket váltva, majd 1941-ben visszamegy hazájába és szívroham következtében hal meg még ebben az évben Varsó városában.